# 桑志华旧居
桑志华旧居建于1922年，为北疆博物院的创办者法国传教士桑志华在天津的旧居，该建筑位于当时的天津英租界的马厂道（Race Course Road）（今天津市河西区马场道117号现天津外国语学院外事办），西临原天津工商学院主楼和北疆博物院。为重点保护等级历史风貌建筑和天津市文物保护单位。现为天津外国语学院外事办办公楼。

## 内部链接
- 天津工商学院
- 天津外国语学院